# Aalborg Kloster
Aalborg Kloster blev oprettet som et helligåndshus den 20. august 1431. I 1451 blev helligåndshuset optaget i Helligåndsordenen, en katolsk klosterorden oprettet i Montpellier i Frankrig, som havde til formål at tage sig af samfundets svage, skrøbelige og ældre medborgere – samt tage sig af hittebørn. Helligåndsklosteret i Aalborg lededes af en prior – og klosteret var underlagt moderklosteret i Rom, Santo Spirito in Sassia, som lededes af en stormester.
Helligåndsklosteret i Aalborg overgik efter reformationen til at være stiftshospital – siden 1953 under navnet Aalborg Kloster, Helligaandsklosteret i Aalborg. Aalborg Kloster er i dag bolig for ældre medborgere, som bor i selvstændige boliger i de gamle klosterbygninger, de ældste beboede bygninger i Nordjylland.
Aalborg Kloster ledes af en bestyrelse, som består af biskoppen over Aalborg Stift, statsforvaltningsdirektøren over Nordjyllands Statsforvaltning, borgmesteren i Aalborg, sognepræsten ved Vor Frue Kirke, domprovsten ved Aalborg Domsogn og regionspolitidirektøren i Nordjylland. Siden 2018 har Flemming Møller Mortensen været klosterforstander for Aalborg Kloster.
Klosterforstanderen er kongelig udnævnt, og Aalborg Kloster nyder det privilegium at flage med splitflag.
I de gamle bygninger havde Aalborg Katedralskole til huse fra 1554 til 1848, og under 2. verdenskrig oprettedes Churchillklubben, den første, organiserede modstandsbevægelse mod besættelsesmagten, i klosteret. Aalborgs første bibliotek har været i klosterets bygninger, Landemodet har været afholdt her, ligesom tamperretten i mange år foregik i klosterbygningerne.